# Peintures italiennes d'aujourd'hui
Peintures italiennes d'aujourd'hui è stata una mostra di pittura contemporanea italiana, tenutasi in alcune città del Medio Oriente e del Nordafrica tra il 1963 e il 1964.

## Svolgimento
Organizzata dalla Quadriennale di Roma su incarico del Ministero degli affari esteri e del Ministero della pubblica istruzione, si trattava di una mostra itinerante allestita dapprima a Beirut, quindi a Damasco, Teheran, Ankara e Tunisi.

## Artisti partecipanti
Parteciparono quarantasei pittori: Nino Aimone, Ugo Attardi, Enzo Brunori, Alberto Burri, Corrado Cagli, Ennio Calabria, Domenico Cantatore, Giuseppe Capogrossi, Giuseppe Casetti, Mario Coppola, Antonio Corpora, Armando De Stefano, Piero Dorazio, Gianni Dova, Dragos Kalajic, Lucio Fontana, Gustavo Foppiani, Franco Gentilini, Alberto Gianquinto, Piero Guccione, Giuseppe Guerreschi, Renato Guttuso, Beppe Guzzi, Lorenzo Indrimi, Guido La Regina, Osvaldo Licini, Giuseppe Martinelli, Sante Monachesi, Giorgio Morandi, Ennio Morlotti, Giovanni Omiccioli, Achille Perilli, Fausto Pirandello, Gaetano Pompa, Enrico Prampolini, Emilio Scanavino, Luigi Spazzapan, Giovanni Stradone, Alberto Sughi, Orfeo Tamburi, Ausonio Tanda, Giulio Turcato, Emilio Vedova, Renzo Vespignani, Giuseppe Zigaina e Alberto Ziveri.